# Filippo Piva
Filippo Piva (ur. 22 sierpnia 1967) – sanmaryński pływak, dwukrotny olimpijczyk.
Na igrzyskach w 1988 wziął udział w trzech konkurencjach. W zawodach na 50 metrów stylem dowolnym zajął 66. miejsce (w swoim wyścigu eliminacyjnym był 4. z czasem 26,96).
W następnej konkurencji – 100 m stylem dowolnym Piva uplasował się na 71. pozycji (w swoim wyścigu eliminacyjnym zajął 6. miejsce z czasem 58,39).
Na 100 m stylem grzbietowym Sanmaryńczyk był 48. (z czasem 1:07,63 wygrał swój wyścig eliminacyjny).
Na następnych igrzyskach Piva wystartował w jednej konkurencji. Na 50 m stylem dowolnym był 66. (w swoim wyścigu eliminacyjnym uplasował się na 5. pozycji z czasem 26,41).
Filippo Piva jest też trzykrotnym medalistą igrzysk małych państw Europy. W 1985 roku zdobył dwa brązowe medale na 100 i 200 m stylem grzbietowym oraz srebrny w sztafecie 4 × 100 m stylem zmiennym.